# La Rhubarbe
Pour les articles homonymes, voir rhubarbe.
La Rhubarbe est un roman de René-Victor Pilhes publié le 1er janvier 1965 aux éditions du Seuil et ayant reçu la même année le prix Médicis.

## Résumé
Le roman est divisé en trois parties : L’Urbain, L’Aubain et Le Paladin.
Utilisant le récit à la première personne, La Rhubarbe narre la rencontre dissimulée du narrateur Urbain Gorenfan avec la famille d’un père qui ne l’a pas reconnu, les C. Grâce aux indications données par un rapport d’un mystérieux personnage, Jean-Louis Graffen-Schtol, il épie les habitudes de sa demi-sœur Béatrix, cherchant à se faire connaître d’elle et à gagner son amitié.
Par dissimulations il commence à imaginer l’existence qui aurait été sienne s’il avait été reconnu par ces gens de la haute qui n’en ont pas fait l’un des leurs. La tâche n’est cependant pas aisée, bien qu’il se construise un deuil lors de la disparition de la grand-mère paternelle qu’il n’a jamais rencontrée, il demeure en lui-même étranger à cette perte : « Pauvres bâtards ! Nous sommes frustrés d’enterrements. […] On nous vole, à notre naissance, la moitié de nos morts. » Le burlesque de l’écrivain n’est cependant jamais loin, le récit du cortège au cimetière tourne en une cérémonie d’inversion pour cette famille si pieuse, secouée par les rires et les gestes scabreux. Plus tard, lorsqu’il aperçoit sa demi-sœur en compagnie d’un homme, cette situation n’est pas sans le troubler.
Jean-Louis Graffen-Schtol, qui veille sur lui de loin, le met en garde : désire-t-il simplement se faire reconnaitre par les C. ou détruire cette famille? Ne tient-il pas trop à son passé de bâtard avec lequel il a grandi pour vouloir s’en défaire ? Luttant contre cette idée, le narrateur continue à se rapprocher de sa demi-sœur, dissimulant son identité en devenant Aubain Minville.

## Analyse
La Rhubarbe, qui est un roman autobiographique, est le premier roman publié de René-Victor Pilhes, après quelques manuscrits infructueux sur le même thème. L’auteur explique qu’une certaine maturité et une mise à distance étaient nécessaires avant de pouvoir transposer son vécu dans un écrit littéraire. « Ce que j’ai écrit à vingt ans sur ce sujet était complètement embrouillé par l’anecdote, le drame personnel. Avant de la faire pousser cette Rhubarbe dans un livre, avant cette bâtardise je lui donnais son carrosse. […] Avant qu’elle se balade dans mon univers, je l’ai mise au zoo, elle est en cage maintenant. J’ai créé La Rhubarbe, qui est à la fois une autobiographie […] mais en même temps dans un univers picaresque, un peu fantastique, et pour cela il a fallu que j’aie trente ans.» Initialement intitulé Le bâtard, le roman est commencé en 1962.
Dans l’histoire personnelle transposée en un texte littéraire, le narrateur se nomme Urbain Gorenfan, c'est-à-dire « l’enfant de goret », avant de faire appeler Aubain Minville pour ne pas éveiller les soupçons de la famille C. Le village ariégeois de l’auteur devient Torlu, lieu d’une culture intensive de la rhubarbe. Comme un leitmotiv redonnant courage, esprit et assurance au narrateur, la nature luxuriante de Torlu et la généalogie maternelle revient tout au long du roman dans des énumérations, évocations et invocations. Face à cela se dresse l’orgueil des C. drapé dans une morale catholique, que l’auteur a installé rue Barbet de Jouy à Paris à deux de l’archevêché.
Le fantasmagorique
Les péripéties et l’imagination prolixe du narrateur l’éloignent du simple récit de sa rencontre avec sa demi-sœur pour se mêler au burlesque et au fantasmagorique. Le suicide étrange du saltimbanque, la mort accidentelle de la nourrice sont autant d’imprévus qui pourraient contrarier les plans du bâtard. « Je ne comprendrai jamais rien à mon histoire. Que de personnages mal définis, d’évènements étranges !» Le fantasmagorique s’invite également lorsque le narrateur imagine la scène du coït lui ayant donné naissance, autour de laquelle se disputent les deux familles, ou lors de rêves et songes éveillés (l’enfant élevant un cochon dans l’appartement alors que la nourrice s’est effondrée inanimée).
Si le grand-père et le père C. s’effraient à l’idée de voir surgir le fils naturel caché, les personnages féminins des C. se montrent plus coopératifs. La demi-sœur Béatrix lui accorde son amitié et sa confiance sans résistance, et lui ouvre les portes de la demeure familiale de Normandie, tandis que sa belle-mère lui témoigne sympathie et davantage dans les dernières lignes du livre.
Mais le texte est aussi empli de fantômes, qu’il s’agisse d’une chambre mystérieuse dans l’appartement des C., de l’enfant surnommé Oiseau des rocs qui se volatilise, d’un saltimbanque père d’une bâtarde se donnant la mort devant Beatrix alors qu’elle ne cesse de souligner sa ressemblance avec son propre père.
D’autres veillent sur le narrateur et annoncent des présages, tels Jean-Louis Graffen-Schtol (prénommé comme le demi-frère annoncé comme mort et finalement débile) ou la voyante Marthe Graal dont le visage n’est pas aperçu. La réutilisation d’éléments du passé ou de Torlu par les C., les allusions aux soldats de 14-18, les impressions de déjà entendu des voisins de la voyante complètent la fantasmagorie du roman.
Le roman de chevalerie
L’auteur joue également sur le mot bâtard. Le bât blesse le père jusque dans son corps, et le révèle incapable de remplacer celui qui aurait été son premier né en engendrant une fille qui n’a pas « le nez bourbon ni les cheveux noirs de jais », ou un fils qui se comporte comme un chien,.
Face aux défaillances du père, le narrateur se mue au fil du roman en chevalier ayant vaincu maints obstacles jusqu’au donjon familial. La troisième partie se nomme ainsi « Le palatin », faisant du narrateur étranger un héros chevaleresque qui a surmonté les péripéties extraordinaires et les fantômes qui se sont dressés devant lui.

## La Rhubarbedans l’œuvre de René-Victor Pilhes
Dans La Rhubarbe, René-Victor Pilhes plante un décor montagneux ariègeois aux courbes féminines (« les mamelons ») qui réapparait dans plusieurs de ses romans publiés par la suite. Dans les dernières pages est annoncé son deuxième roman d’inspiration autobiographique, Le Loum, qui parait en 1969 : « j’ai la certitude que la famille C. possède un trésor qui m’appartient et qui m’attend quelque part, en un endroit qu’il m’est difficile, mais non impossible d’atteindre : Les Cuns du Loum ». Mais dans Le Loum, les courbes rondes du paysage seront éclipsées par la toute-puissante masculinité du pic phallique.
Le personnage d’Urbain Gorenfan né de ce premier ouvrage ressurgit dans plusieurs romans postérieurs. En 1988, il est le narrateur de L’Hitlérien, venant à la rescousse de l’auteur abordant le thème délicat de l’antisémitisme. En 1999, dans La Jusquiame, Urbain Gorenfan, journaliste, enquête sur les déclarations de Minville, médium entendant le discours des défunts. Le thème de la bâtardise sera quant à lui évoqué dans Le Fakir (1992), mais cette fois s’est au tour du narrateur d’assumer une paternité jusque-là inconnue.